# Radio Nowhere
Radio Nowhere är en sång av Bruce Springsteen. Den släpptes som förstasingel från hans studioalbum Magic år 2007.
Sången belönades med två Grammys, i kategorierna Best Solo Rock Vocal Performance och Best Rock Song.
"Radio Nowhere" var öppningslåten under alla konserter på Magic-turnén 2007. Under våren 2008 varierade öppningslåtarna, men med "Radio Nowhere" som efterföljare.